# Jim Dowd (polityk)
Jim Dowd właściwie James Patrick Dowd (ur. 5 marca 1951 w Bad Eilsen) – brytyjski polityk Partii Pracy, deputowany Izby Gmin.

## Działalność polityczna
W okresie od 9 kwietnia 1992 do 6 maja 2010 reprezentował okręg wyborczy Lewisham West, a od 6 maja 2010 do 3 maja 2017 okręg wyborczy Lewisham West and Penge w brytyjskiej Izbie Gmin.